# 가타노하라 마쓰다이라가
가타노하라 마쓰다이라가(일본어: 形原松平家)는 마쓰다이라 노부미쓰의 4남 마쓰다이라 도모스케를 시조로 하는 마쓰다이라씨의 서류이다. 미카와국 호이 군 가타하라(아이치현 가마고리시 가타하라)를 영유했던 것으로부터 가타하라 마쓰다이라 가라고 칭했다.
마쓰다이라 종가의 도쿠가와 이에야스를 따르게 된 것은 4대 이에히로의 때부터로, 이에히로와 그의 아들 5대 이에타다는 나가시노 전투, 6대 이에노부는 고마키·나가쿠테 전투와 오다와라 정벌에서의 공적이 현저하여, 이에노부의 때에 셋쓰 다카쓰키 번 2만 석의 다이묘가 된다. 그 후 시모사 사쿠라번 4만 석으로 이봉, 다카쓰키 번에 3만 6천 석으로의 재봉(再封), 단바 사사야마 번 5만 석으로의 이봉을 거쳤다. 그러나 11대 노부미네가 교호 대기근이 한창일 때 무거운 세금을 부과하여 영민으로부터 반발을 사게 된다. 그로 인해 단바 가메야마 번 5만 1천 석으로 이봉되고, 그대로 막말까지 존속했다.

## 가계도
```
도모스케

 ┃

사다스케

 ┃

지카타다

 ┃

이에히로

 ┃

이에타다

 ┃

이에노부

 ┃

야스노부

 ┃

스케노부

 ┣━━━━━━┳━━━━━━┓

노부나리
　　
노부토시
　　
노부쓰네

　　　　                   ┣━━━━━┳━━━━━━━━━┓
　　　　 　           　
노부미네
　　
야스도모
(庸倫)　　
노부타카

　　　　　　　　　　               　 ┣━━━━━━━━━┓
　　　　　　　　　            　　 　
노부나오
　     　
쓰네타카
(庸孝)
　　　　　　　　            　　　 　 ┃　　           　┣━━━━━━━━━━━━━━━┓
　　　　　　　　　　           　  　
노부미치
 　      
노부유키
　　                  
쓰네히로
(庸煕)
　　　　　　　　　            　　　  ┃　　           　┣━━━━━━━━┓　         ┃
　　　　　　　　　            　　 　
노부타카
　　     
노부히데
　　     
노부마스
 　　
노부요시

　　　　　　　　　             　 　                   　┃
　　　　　　　　　            　                    　
노부마사
```

## 같이 보기
- 18 마쓰다이라